# Académie internationale des sciences de Saint-Marin
Pour les articles homonymes, voir AIS.
 (août 2020).
Si vous disposez d'ouvrages ou d'articles de référence ou si vous connaissez des sites web de qualité traitant du thème abordé ici, merci de compléter l'article en donnant les références utiles à sa vérifiabilité et en les liant à la section « Notes et références ».
L'Académie internationale des sciences de Saint-Marin (Akademio Internacia de la Sciencoj San-Marino, son nom officiel exprimé en espéranto, ou Accademia Internazionale delle Scienze San Marino, en italien, abrégé en AIS) était une association scientifique internationale à caractère universitaire créée en 1983 à Saint-Marin et dissoute en 2020. L'allemand, l'anglais, l'espéranto, le français et l'italien en étaient les langues officielles.

## Historique
À l'initiative de scientifiques de l’Europa Klubo, le ministre de l'Éducation et de la Culture de Saint-Marin, Fausta Morganti, déposa une proposition sur la fondation d'une Académie que le Congrès d'État (Congresso di Stato) adopta par la décision no 58 du 19 mai 1983. L'activité scientifique de l'AIS débuta avec la première Session Universitaire de Saint-Marin (Sanmarinaj Universitataj Sesioj, ou SUS 1), en décembre 1983, au cours de laquelle fut créé le Collège Scientifique International (ISK: Internacia Scienca Kolegio). Le 13 septembre 1985 fut officiellement fondée l'AIS avec la signature de ses statuts en présence des deux capitaines-régents du pays. Le 31 octobre 1985, le Grand Conseil de la République de Saint-Marin approuva la loi-cadre sur l'enseignement universitaire et les institutions d'éducation supérieure, qui permit une homologation par l'État de l'enseignement de l'AIS sans toucher à son internationalité, ni à a son indépendance.

## Activités
L’académie proposait des cours et conférences lors des congrès mondiaux d’espéranto à partir de 1995 dans le cadre de l’université d’été (Internacia Kongresa Universitato (eo)), lors du Festival international à partir de 2006 et ainsi que pendant l’université d’hiver (Internacia Vintra Universitato (eo)). Elle était également en lien avec  l’association scientifique internationale d'espéranto (eo) et incitait ses membres à publier dans la revue Scienca Revuo (eo).

## Organisation
L'AIS était divisée en quatre secteurs :
- Le Secteur Scientifique (SciS)
- Le Secteur Technique (TeS)
- Le Secteur Artistique (ArS)
- Le Secteur de Soutien (SubS)

Le Secteur Scientifique était lui-même divisé en six sections, avec plusieurs départements, dirigées par un doyen.
- Section 1 : cybernétique
- Section 2 : sciences humaines
- Section 3 : sciences structurales
- Section 4 : philosophie
- Section 5 : sciences naturelles
- Section 6 : sciences morphologiques

Chaque secteur était divisé en trois ou quatre départements. 